# Aymara-Sprachen
Die Aimara- oder Aymara-Sprachen – auch Jaqaru-, Jaqi- oder Aru-Sprachen (Jaqi „Mensch“, Aru „Sprache“) – sind eine Sprachfamilie im südamerikanischen Andenraum, die heute nur noch aus zwei oder drei Sprachen besteht (Campbell 1997, Adelaar 2004). Das Aymara gehört mit über zwei Millionen Sprechern zu den meistgesprochenen indigenen Sprachen Amerikas.

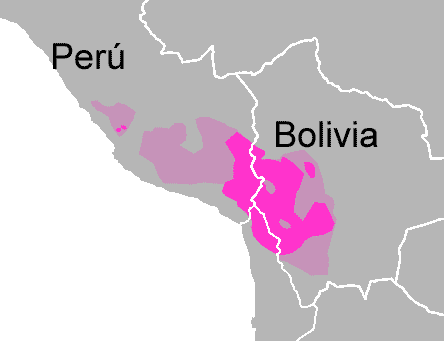
Verbreitungsgebiet der Sprachfamilie

## Gliederung
- Aimara (Jaqi, Aymara)
  - Aimara: 2,2 Mio. Sprecher, in Bolivien und Peru am Titicacasee, Departement Puno, auch in Nord-Chile
  - Jaqaru, in Peru im Departement Lima, Provinz Yauyos, Distrikte Tupe und Catahuasi
    - Jaqaru (Haqaru, Aru): 700 Sprecher, in Aisa und Colca
    - Kawki (Cauqui): fast † (6 Sprecher, keine alltägliche Benutzung mehr, Heggarty 2005), in Cachuy, Canchán, Caipán und Chavín

Kawki ist bisher kaum dokumentiert; seine Stellung als Sprache oder Dialekt ist bis heute umstritten. Eine vergleichende Untersuchung von Jaqaru und Kawki ist in Vorbereitung.
Auf Grund des großen gemeinsamen Wortschatzes mit dem Quechua (bzw. der Quechua-Sprachfamilie) wurden die Aru- und Quechua-Sprachen von einigen Forschern in eine gemeinsame Sprachfamilie Quechumaran gestellt. Neuere Untersuchungen weisen jedoch darauf hin, dass das gemeinsame Vokabular auf gegenseitige Entlehnungen auf Grund des langzeitigen lokalen Kontakts zurückzuführen ist.